# Bienvenida (Badajoz)
Bienvenida es un municipio español de la provincia de Badajoz, en la comunidad autónoma de Extremadura. Cuenta con una población de 2021 habitantes (INE 2024).

## Símbolos
El escudo de armas fue adoptado oficialmente por el Decreto 3351:1965 del 11 de noviembre de 1965 publicado en el Boletín Oficial del Estado el 23 de noviembre del mismo año, por la que se aprueba el escudo heráldico para el Ayuntamiento de Bienvenida.
El escudo de armas es descrito por el siguiente blasón:

Escudo partido. Primero, de plata, cruz de la Orden de Santiago, de gules, surmontada de dos veneras, de gules, puestas en faja. Segundo, de oro, león rampante, de gules, uñado y coronado de lo mismo. Al timbre, Corona Real cerrada.

## Geografía

### Ubicación
Se localiza hacia el este de Zafra, en el borde lindero con la Campiña de Llerena, esto es, sobre un dominio de suave orografía cubierto de encinar, olivos, viñas, cereales y matorrales. Pertenece a la comarca de Tentudía y al partido judicial de Zafra.
El gentilicio de los naturales es bienvenidenses, y el coloquial en la comarca, culebrones.
| Noroeste: Los Santos de Maimona y Zafra | Norte: Usagre   | Nordeste: Usagre              |
| Oeste: Calzadilla de los Barros         |                 | Este: Villagarcía de la Torre |
| Suroeste: Fuente de Cantos              | Sur: Montemolín | Sureste: Llerena              |

### Orografía
El terrero es en su mayoría llano, siendo la única excepción la parte sureste del término municipal donde se encuentran las Sierras de Bienvenida y la Capitana, pertenecientes a Sierra Morena, donde se levanta el Cerro del Monigote que con 794 m sobre el nivel del mar es el punto más alto de la sierra y del municipio.

### Zonas protegidas
Las Sierras de Bienvenida y la Capitana son un espacio natural protegido de 480 ha, ubicado entre los términos municipales de Bienvenida y Llerena. Fueron propuestas para su declaración como Lugar de Importancia Comunitaria en el año 2000, logrando dicha declaración en el 2008. En 2015 su declaración pasa a ser Zona Especial de Conservación.

## Historia
Dos acontecimientos, cuya celebración en este punto no está realmente probada, se mencionan como origen del asentamiento y su topónimo: el encuentro de Fernando III con su madre, Berenguela de Castilla, en 1250; y el de Don Fadrique, hermanastro de Pedro I, con la suya, Leonor de Guzmán, ya a mediados del siglo XIV. Se sabe, de hecho, y gracias a las crónicas del reinado, que Fernando III caminando de Andalucía a Castilla se encontró con su madre. Este encuentro, no obstante, tendría lugar bastante lejos de Bienvenida, concretamente, en las inmediaciones de Ciudad Real. Existe una ermita donde se rinde culto a la patrona, la Virgen de los Milagros, fundada por la orden de Santiago, supuestamente fundada en el año 1498, aunque no está confirmado. La iglesia, construida en el siglo XVI, pertenecía a un proyecto de edificaciones religiosas de la Orden de Santiago en la baja Extremadura. En otro tiempo se habló en el lugar una peculiar jerga llamada "alcotiza", ya prácticamente desaparecida.
A la caída del Antiguo Régimen la localidad se constituyó en municipio constitucional en la región de Extremadura. Desde 1834 quedó integrado en el partido judicial de Fuente de Cantos. En el censo de 1842 contaba con 710 hogares y 2800 vecinos.
Hasta 1873 perteneció a la diócesis del Priorato de San Marcos de León, fecha a partir de la cual pasó a la jurisdicción de la diócesis de Badajoz.

## Demografía
Bienvenida cuenta con una población de 2021 habitantes (INE 2024).
| Gráfica de evolución demográfica de Bienvenida entre 1842 y 2021                                                      |
| |
| Población de derecho según los censos de población del INE. Población de hecho según los censos de población del INE. |

## Economía
Su economía es fundamentalmente agraria. Se caracteriza por grandes campos de cereales, viñedos y olivares.

## Administración y política

### Ayuntamiento

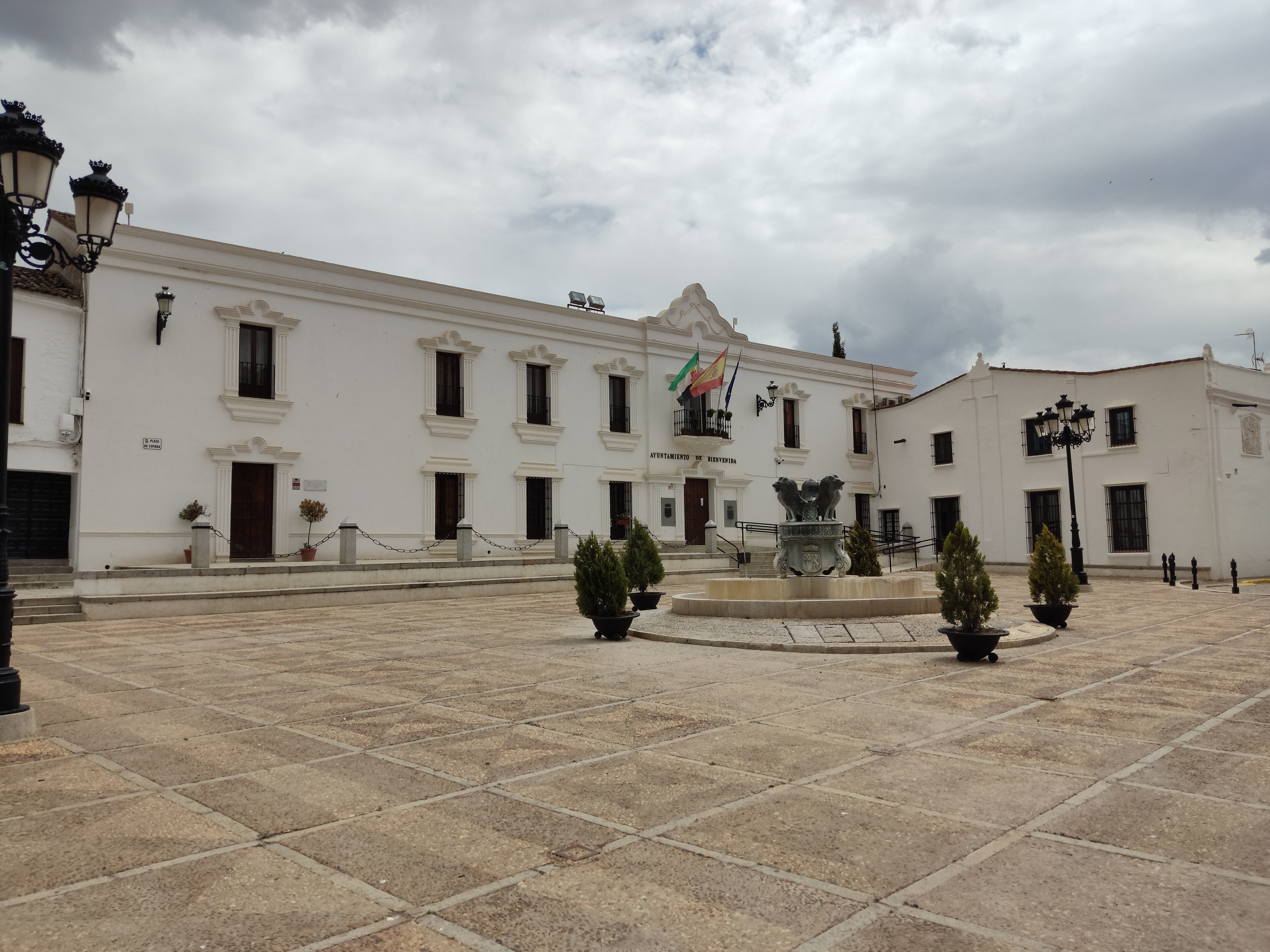
Ayuntamiento de Bienvenida y la plaza de España

El Ayuntamiento de Bienvenida tiene su casa consistorial en la plaza de España, en la antigua casa de la encomienda.
En la legislatura iniciada tras las elecciones de 2023, gobierna en el municipio el Partido Socialista Obrero Español en coalición junto al Partido Popular. El alcalde del municipio es Alejandro Cabeza Rubio.

### Gobierno municipal
| Periodo   | Nombre                                            | Partido |
| --------- | ------------------------------------------------- | ------- |
| 1979-1983 | Francisco Robustillo Robustillo                   | UCD     |
| 1983-1987 | Manuel Olivera García                             | PSOE    |
| 1987-1991 | Manuel Olivera García                             | PSOE    |
| 1991-1995 | Manuel Olivera García                             | PSOE    |
| 1995-1999 | Manuel Olivera García                             | PSOE    |
| 1999-2003 | Manuel Olivera García                             | PSOE    |
| 2003-2007 | Mª del Pilar Díaz Vázquez                         | PP      |
| 2007-2011 | Antonio Carmona Galán                             | IPB     |
| 2011-2015 | Antonio Carmona Galán                             | IPB     |
| 2015-2019 | Antonio Carmona Galán                             | IPB     |
| 2019-2023 | Antonio Carmona Galán Jesús González Rico (2022)  | IPB PP  |
| 2023-act. | Jesús González Rico Alejandro Cabeza Rubio (2024) | PP PSOE |

## Patrimonio
Los más destacables enclaves del municipio en cuanto a patrimonio cultural se refiere son los siguientes:
- Iglesia parroquial católica de Nuestra Señora de los Ángeles, en la archidiócesis de Mérida-Badajoz.[14] Se empezó a construir a finales del siglo XV, dándose por terminada en el primer tercio del siglo XVII. En sus inicios, tuvo por techo unas bóvedas góticas de crucería. Estas se desplomaron a causa del terremoto de Lisboa de 1755 y fueron sustituidas en consecuencia por la actual bóveda de cañón. En la parte exterior de la iglesia destacan los gruesos muros de mampostería, con fajas de ladrillos. El templo cuenta con una sola nave, algo más ancha y alta que la capilla de ábside. De la fachada norte hemos de nombrar la capilla de la Encarnación, que data de 1635. De la fachada sur, de este a oeste, la sacristía, la capilla del sagrario o de Juan Riero y la torre de estilo mudéjar. La iglesia preside la plaza principal de Bienvenida, la Plaza de España, y solo es separada de esta por una verja de hierro entre la capilla del sagrario y la torre. Es bien de interés cultural desde el 13 de octubre de 1983.
- Santuario de Nuestra Señora de los Milagros. Es una ermita que data del siglo XV. El exterior está pintado con cal. En su interior, cuenta con un arco toral, una capilla mayor primitiva y una capilla de bóveda con rexa de palo; el cuerpo de la iglesia es de una nave con cuatro arcos de ladrillo y techumbre de madera de pino, labrada de cinta y saetino. La capilla mayor, de bóveda, reposa sobre cruceros de ladrillo, al igual que el casco. Hay un altar en la dicha capilla y sobre él un retablo labrado a lo romano.[15]

## Turismo
Bienvenida cuenta con varios atractivos de carácter turístico. Además del ya dicho patrimonio, hemos de nombrar:
- Centro de Visitantes Dehesa y Toro Dinastía Bienvenida. La localidad posee un museo en homenaje a la dinastía torera "Los Bienvenida", inaugurado en 2016.[16]

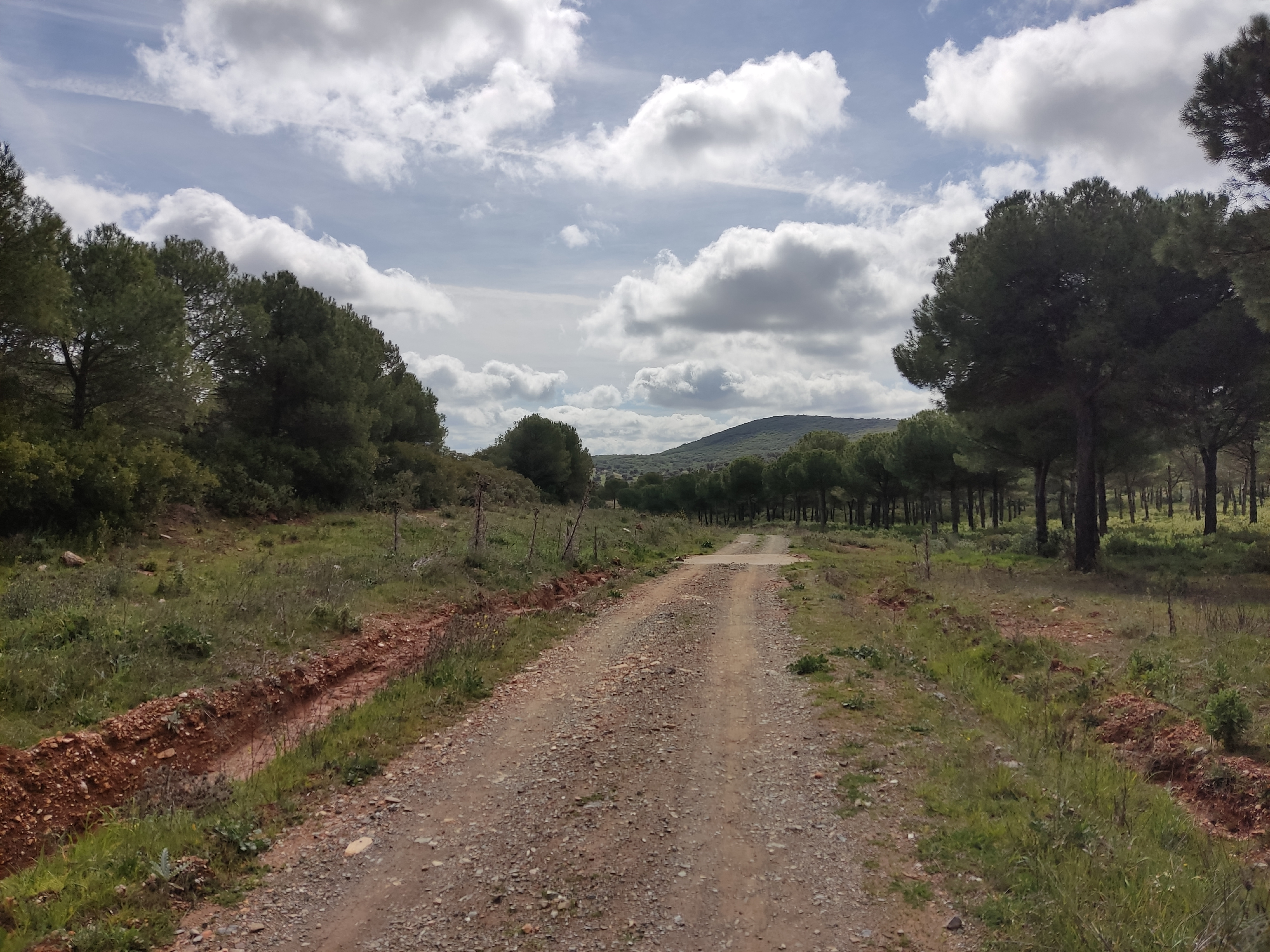
Ruta senderista por la Sierra de Bienvenida y La Capitana

- Ruta senderista por la Sierra de Bienvenida y La CapitanaSenderismo. La sierra de Bienvenida se encuentra al este de la localidad, muy cerca de esta. La situamos a la izquierda de la carretera que une Fuente de Cantos con Llerena, aunque el mejor acceso lo tenemos a través de la pista forestal que va desde Bienvenida a Villagarcía de la Torre, desviándose en el primer camino que aparece a la derecha. En pleno corazón de la campiña cerealista, aparece este ejemplo tan representativo del matorral mediterráneo. La altitud media de la sierra está entre los 650 y 750 m s. n. m., siendo el punto más alto el Cerro del Monigote (794 m s. n. m.), señalizado como vértice geodésico por el Instituto Geográfico Nacional. Las pendientes son del 20-30 %. En este paraje se pueden realizar numerosas rutas senderistas.[17] La localidad ofrece un recorrido completamente señalizado por la sierra de Bienvenida y La Capitana, en las estribaciones de Sierra Morena.

## Gastronomía
La gastronomía extremeña, y en particular la de la zona, ha sido ciertamente olvidada con el paso de los años y el abandono de las antiguas tradiciones. No obstante, en pueblos como Bienvenida perduran recetas típicas que aún se cocinan y consumen con frecuencia o en fechas señaladas. Entre los platos más peculiares de los bienvenidenses tenemos:
- Caldereta. Cocido de cordero con ajo, laurel, pimiento rojo, guindilla, pimentón, filete de hígado asado ( o tostada de pan), pimienta negra y nuez moscada.
- Perrunillas. Dulce típico a base de manteca, harina y huevo. Tradicionalmente contiene también canela molida y esencia de limón, sin olvidar el azúcar y la levadura.
- Hojaldre. Lo usual es consumir en Navidad esta exquisita combinación de pan de masa, manteca, cabello de ángel, canela en rama, naranja, almendra y azúcar.
- Rosquetes. Propios de la Semana Santa, consisten en roscas de harina y huevo recubiertas de lustre, hecho este a su vez con claras de huevo y azúcar.
- Tostadas guisadas. Pan con ajo, sal, pimiento rojo, guindilla, tomate, aceite, vinagre y agua.
- Chanfaina de Bienvenida. En contraste con la chanfaina fuentecanteña (típica del pueblo vecino, Fuente de Cantos). El plato bienvenidense incluye vísceras de cordero, aceite, ajo, comino, cebolla, pimiento verde y tomate natural.[18]

## Personas notables
Bienvenida es conocido por ser "cuna de una dinastía torera" de relevancia en el panorama taurino español, "Los Bienvenida". En este pueblo nació Manuel Mejías Luján, un banderillero que fue muy bien considerado en su tiempo. Tuvo un hijo, Manuel Mejías Rapela (1884-1964), que también nació en este lugar, que adoptó el nombre de su pueblo, y que sería el primer torero de la dinastía de los Bienvenida, formada por él y sus hijos: Pepe Bienvenida, Manolo Bienvenida, Antonio Bienvenida, Ángel Luis Bienvenida y Juan Bienvenida. El más famoso de todos y con mayor número de años en activo fue Antonio. En la localidad nacieron también los hermanos Juan Muñoz Chaves y Joaquín Muñoz Chaves, ambos abogados y políticos.
En Bienvenida también vivió, hasta el 29 de enero de 2018, el hombre más longevo de España y del Mundo, Francisco Núñez Olivera (nacido el 13 de diciembre de 1904, 113 años), de apodo Marchena.

## Fiestas
Su cultura local gira en torno la patrona, La Virgen de los Milagros, por los numerosos milagros que se le atribuyen. El 8 de septiembre se celebra el día de la patrona.
- Carnaval (fin de semana 40 días anterior al Jueves Santo)
- Semana Santa de Bienvenida
- Romería de San Isidro, en honor al patrón (15 de mayo)
- Fiestas de agosto (primer fin de semana de agosto)
- Fiesta en honor a Ntra. Sra. de los Milagros (8 de septiembre)
- Concurso de tapas y migas (20 de diciembre)